# Prinsen och balettflickan
Prinsen och balettflickan (eng: The Prince and the Showgirl) är en amerikansk dramafilm från 1957 i regi av Laurence Olivier.

## Handling
Den unga skådespelerskan Elsie Marina blir bjuden på supé hos storfursten av Karpatien när denne besöker London i samband med George V:s kröning. Hon får tillbringa några få dagar tillsammans med honom, och hinner också införa demokrati i landet.

## Rollista i urval
- Marilyn Monroe - Elsie Marina
- Laurence Olivier - Prins Charles
- Sybil Thorndike - Änkedrottningen
- Richard Wattis - Northbrook
- Jeremy Spenser - Kung Nicolas
- Paul Hardwick - Major Domo
- Esmond Knight - Överste Hoffman
- Rosamund Greenwood - Maud
- Aubrey Dexter - Ambassadören
- Maxine Audley - Lady Sunningdale